# Hans Fassnacht
Hans Fassnacht, auch Faßnacht, (* 28. November 1950 in Wollenberg) ist ein ehemaliger deutscher Schwimmer.

## Leben
Fassnacht schwamm für den Schwimmverein Mannheim und den Volkstümlichen Wassersport Mannheim. In seiner Laufbahn stellte er 32 deutsche und 22 Europarekorde auf. Weltrekorde stellte er 1969 über 400 m Freistil (4:04,0 Minuten) und 1971 über 200 m Schmetterling (2:03,3 Minuten) auf.
Er wurde zwölfmal Deutscher Meister und zweimal Meister der USA. Bei den Europameisterschaften 1970 errang Fassnacht sechs Medaillen: Gold über 200 m, 1500 m und 4 × 200 m Freistil; Silber über 400 m Freistil und 400 m Lagen sowie mit der 4 × 100-m-Lagenstaffel.
Zu seinen größten Erfolgen gehört die Silbermedaille mit der 4 × 200-m-Freistilstaffel (in der Besetzung: Klaus Steinbach, Werner Lampe, Hans-Günther Vosseler und Hans Fassnacht) bei den Olympischen Spielen 1972 in München (Gold gewann die US-Staffel mit dem legendären Mark Spitz). Im Einzel wurde er Fünfter über 200 m Schmetterling.
Fassnacht war bereits 1969 nach Kalifornien gegangen, um sich bei Don Gambril auf die Olympischen Spiele in München vorzubereiten. Am California State College in Long Beach begann er ein Studium der Betriebswirtschaftslehre. Nach den Spielen erklärte er seinen Rücktritt vom Leistungssport und beendete sein Studium in den USA. Anschließend arbeitete er als Marketingverantwortlicher bei einer Bademodenfirma in Frankreich. Mitte der 1980er ging er zurück in die Vereinigten Staaten, um bei einer amerikanischen Bademodenfirma zu arbeiten. Er wohnt in Huntington Beach.
In den Jahren 1969, 1970 und 1971 wurde er zu Deutschlands Sportler des Jahres gewählt. Für seine sportlichen Erfolge wurde er am 30. November 1970 mit den Silbernen Lorbeerblatt ausgezeichnet. 1983 wurde er in die International Swimming Hall of Fame aufgenommen.